# Troticus cryptus
Troticus cryptus är en stekelart som beskrevs av Braet 2001. Troticus cryptus ingår i släktet Troticus och familjen bracksteklar. Inga underarter finns listade i Catalogue of Life.